# 이노우에 미유
이노우에 미유(일본어: 井上 みゆ, いのうえ みゆ 9월 16일)는 일본의 가수 겸 성우이다. 아트리에 피치(atelie peach)에 소속해 있다. 가나가와현 출신. 별명은 미유본(みゆぼん).

## 약력
이노우에 미유는 이시카와현 가나자와시에 있는 가나자와 대학 부속 병원에서 태어난다. 집안의 사정으로 싱가폴에서 생활하다, 귀국해 가나가와현, 이바라키현, 가나가와현에 살다 미국에서 잠시 생활하였고, 재차 귀국하여 현재 도쿄도에서 생활하고 있다. 현재 아트리에 피치에 소속되어 있으며, 본 직업은 나레이터이다. 이벤트의 사회나 게임 관련된 음반의 보컬 및 성우로서도 활약해 많은 인기를 얻는다. 그녀가 참여한 ave;new가 유명하다.
취미는 독서, 주식, 점치기 등이 있다.

## 성우
드라마 CD
도쿄 탐정공주~잔광의 검사·오키타총사(나카네 카오루코)

## 게임
세가에이지스 2500 시리즈 Vol.7 코람스(큐레)
아~귀와 꼬리의 이야기∼(양지)
슈가+스파이스! ~그 아이 의 멋진 모두∼(사오토메 츠카사)
마녀딸(아가씨)아·라·모드 II ~마법과 검의 싸움~(메리)

## 보컬

### 2004년
「말괄량이로 ☆데이트!!」 「여름이구나 CHU☆아이스!!」(ave;new 1 st앨범 「inlay」수록)

### 2005년
- 「와 우연☆설탕!!」(골목길구와 맥시 싱글 「골목길구와 e.p.」수록)
- May-Be SOFT 「モノごころ、モノむすめ。」」주제가 「MO!NO!」(milktub 베스트 앨범에 수록)
- Lilim생 「능욕 연쇄」주제가 「CHAIN」엔딩 「Reboot」

### 2006년
- 「쾌도천사 트윈 엔젤」주제가 「러브리☆엔젤!!」

### 2007년
- 「Chu×Chu 아이드」주제가 「사랑하는 트키메키」
- 「Sugar+Spice!」주제가 「I can」
- 「Chu×Chu등이다 의자∼Encore Live~」주제가 「스위트 라이프」
- 「소꿉친구는 침대 야쿠자!」주제가 「1×8 러브 바렛트」(발각되어 와)

### 2008년
- 「WIZARD GIRL AMBITIOUS」주제가 「이제야말로 Ambitious」
- 「닌자 레볼루션 ~그녀들을 조교하라∼」주제가 「슬픔 패트리어트 Girl」
- OVA 「쾌도천사 트윈 엔젤」/비주얼 노벨 「쾌도천사 트윈 엔젤 환상의 소녀」주제가 「엔젤처럼☆사랑스러워!!」
- GWAVE team Love Bullets 「Love Bullets」앨범(전자상가 선물 시리즈 제 1탄)

### 2009년
- team Love Bullets 「Love BulletsII」앨범(전자상가 선물 시리즈)
- 뇌내 그녀 「시스터 진심구」주제가 「째 내버려 구·LOVE·진심구」
- LOVER SOUL 「공주님은 프린세스」주제가 「Call my name」
- mana 「ANGEL MAGISTER」주제가 「O.SHI.E.TE.트루☆후~와」